# Flügelaltar

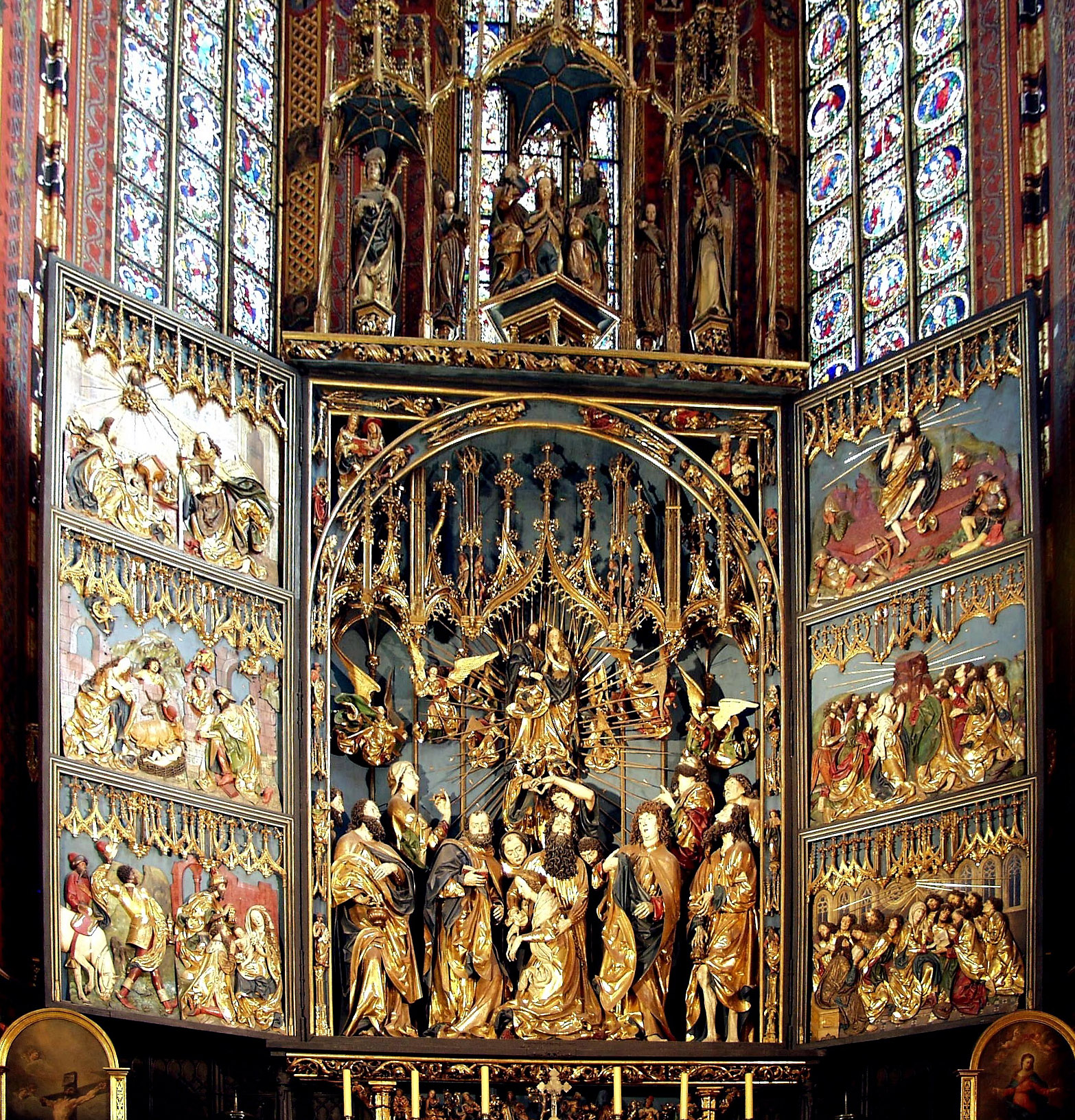
Krakauer Hochaltar von Veit Stoß: Flügel mit Reliefs und Altarschrein mit Schnitzwerk

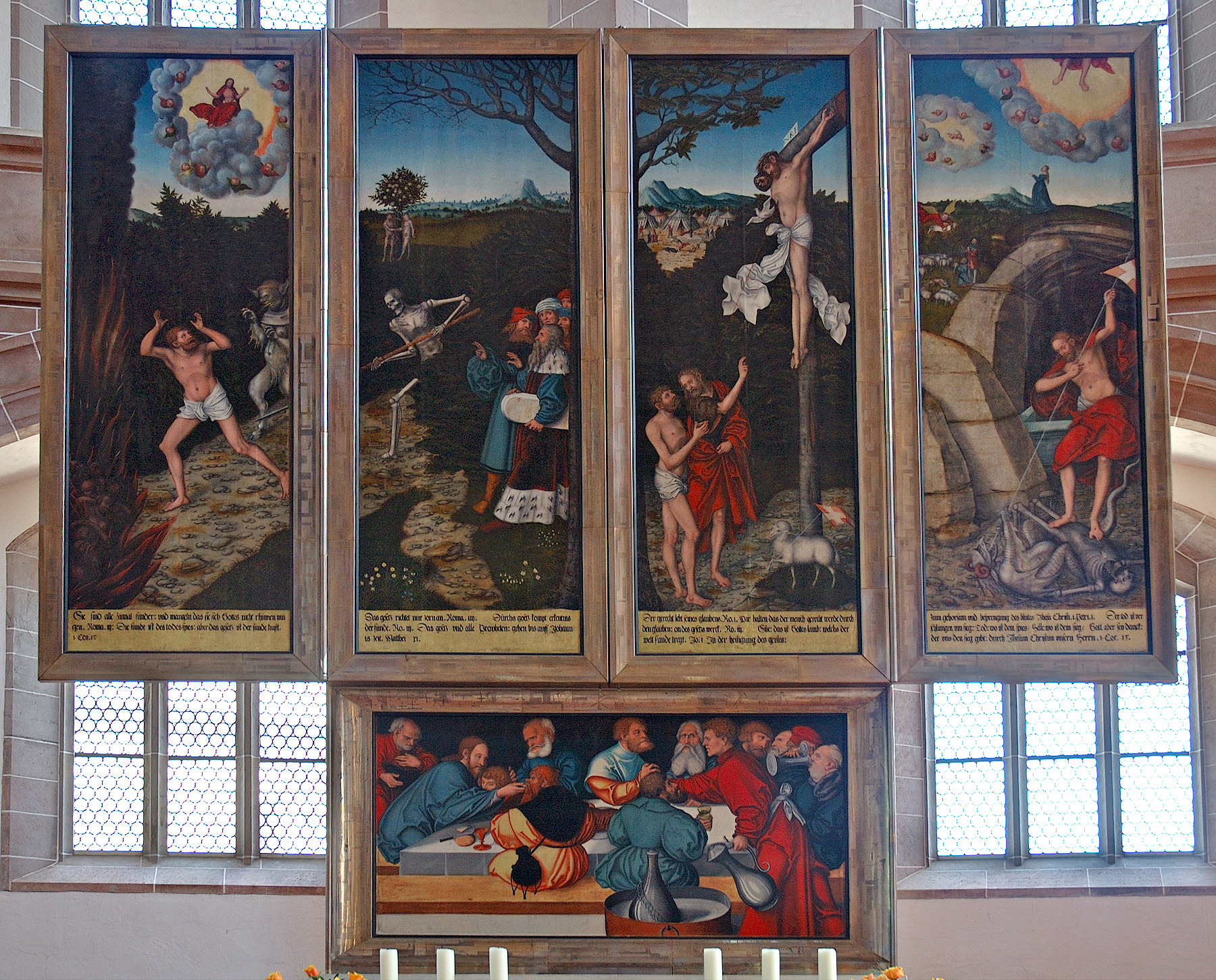
Flügelaltar der St. Wolfgangskirche in Schneeberg: Gemalte Tafeln

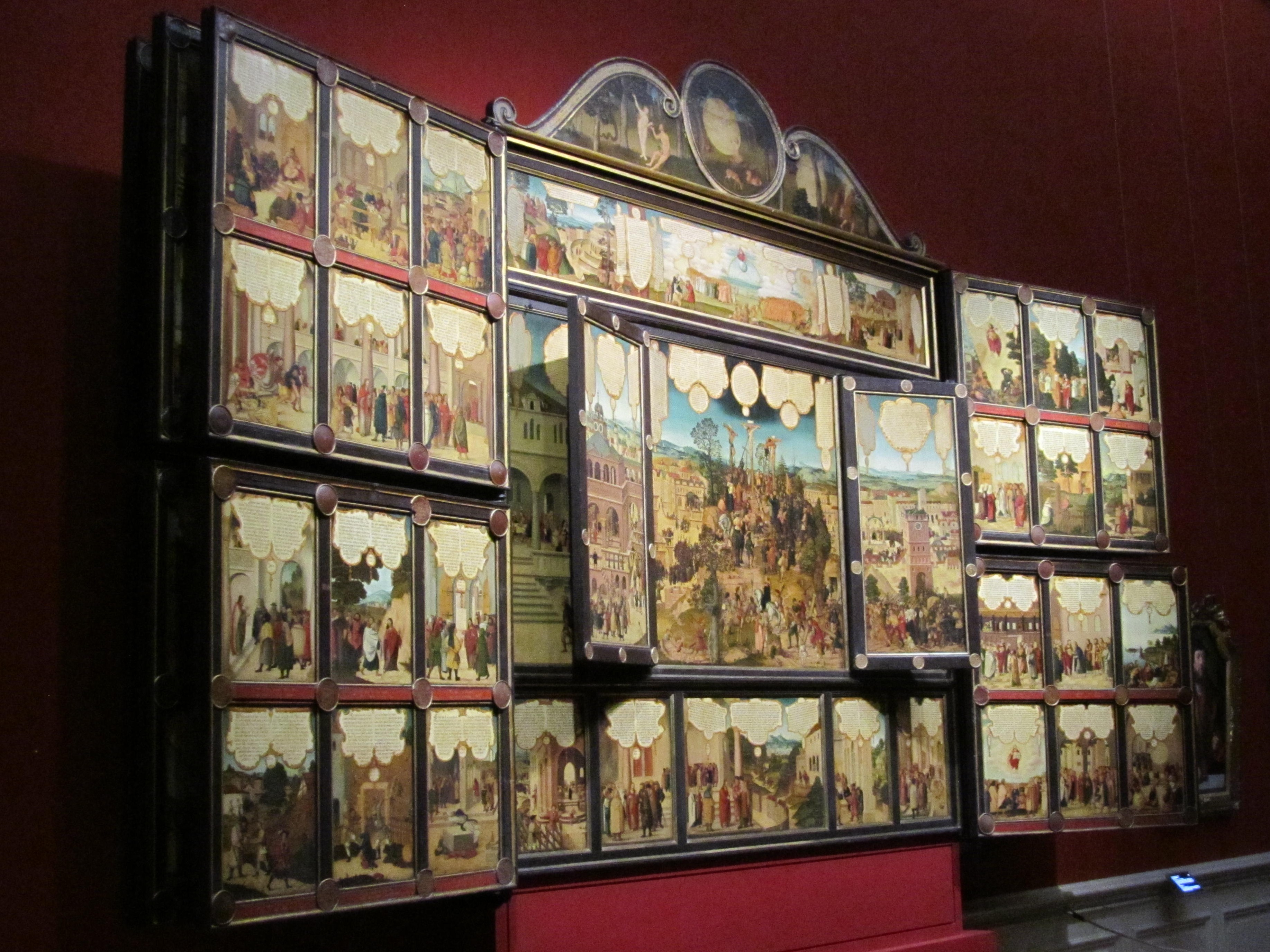
Gothaer Tafelaltar von 1538 mit 162 Einzelbildern, ausgestellt im Herzoglichen Museum

Der Flügelaltar (auch Klappaltar oder Wandelaltar) ist eine in Mitteleuropa verbreitete Sonderform des Altaraufsatzes (Retabel), bei der der feststehende Schrein durch bewegliche Flügel geschlossen werden kann.

## Beschreibung
Flügelaltäre sind mit an einem festen Mittelteil (Tafel, Schrein) angebrachten beweglichen Flügeln versehene Altarretabel. Die Flügel können geschlossen und geöffnet werden, um die Schauseite zu verändern. Die unterschiedlichen Schauseiten werden als Wandlung bezeichnet. Da der Flügelaltar so je nach den Motiven und der Art der Gestaltung (gemalte Tafel oder Relief) im Verlauf des Kirchenjahres wechselnde Ansichten bieten kann, heißt er auch Wandelaltar.

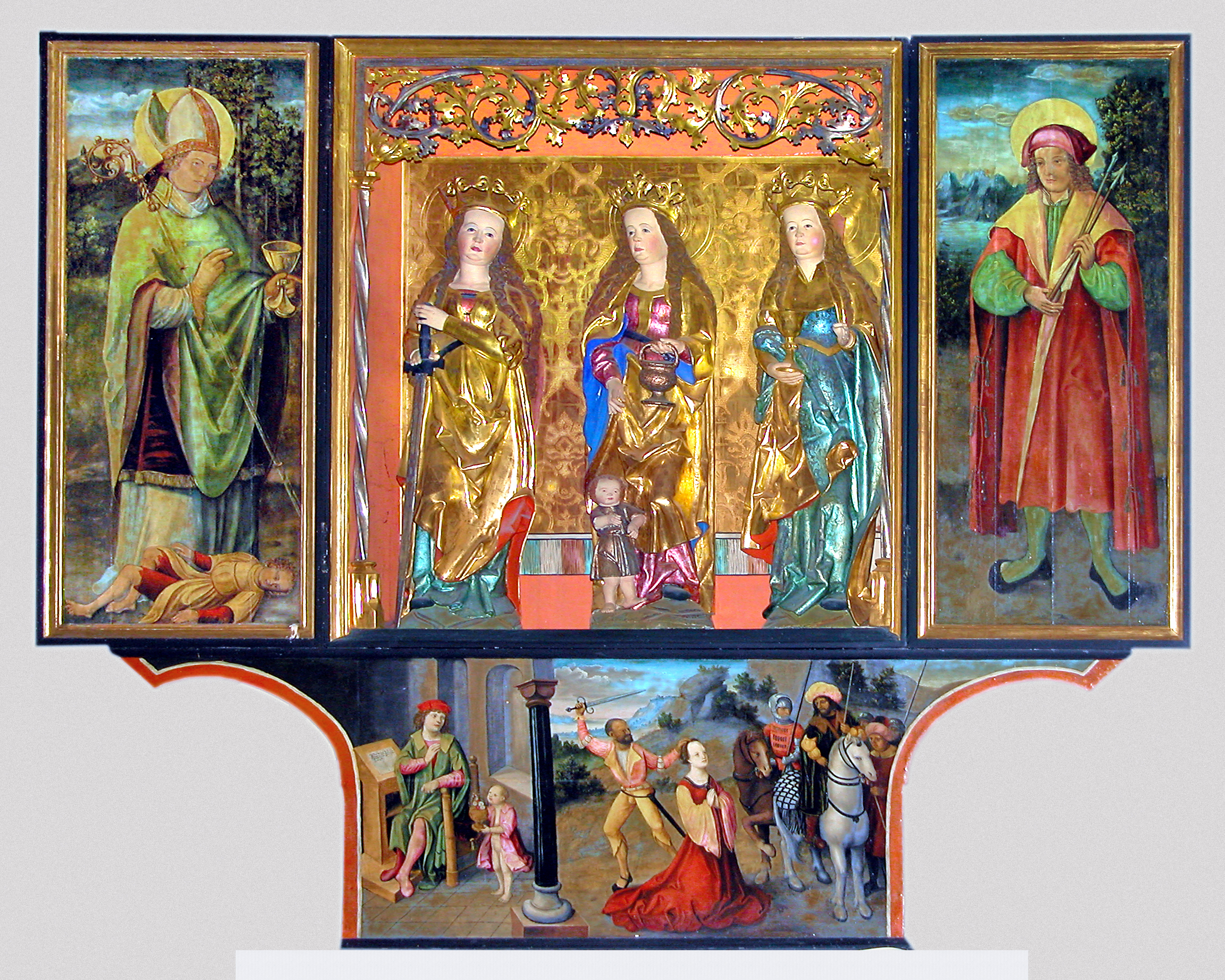
Altar der Dorfkirche Börtewitz im geöffneten
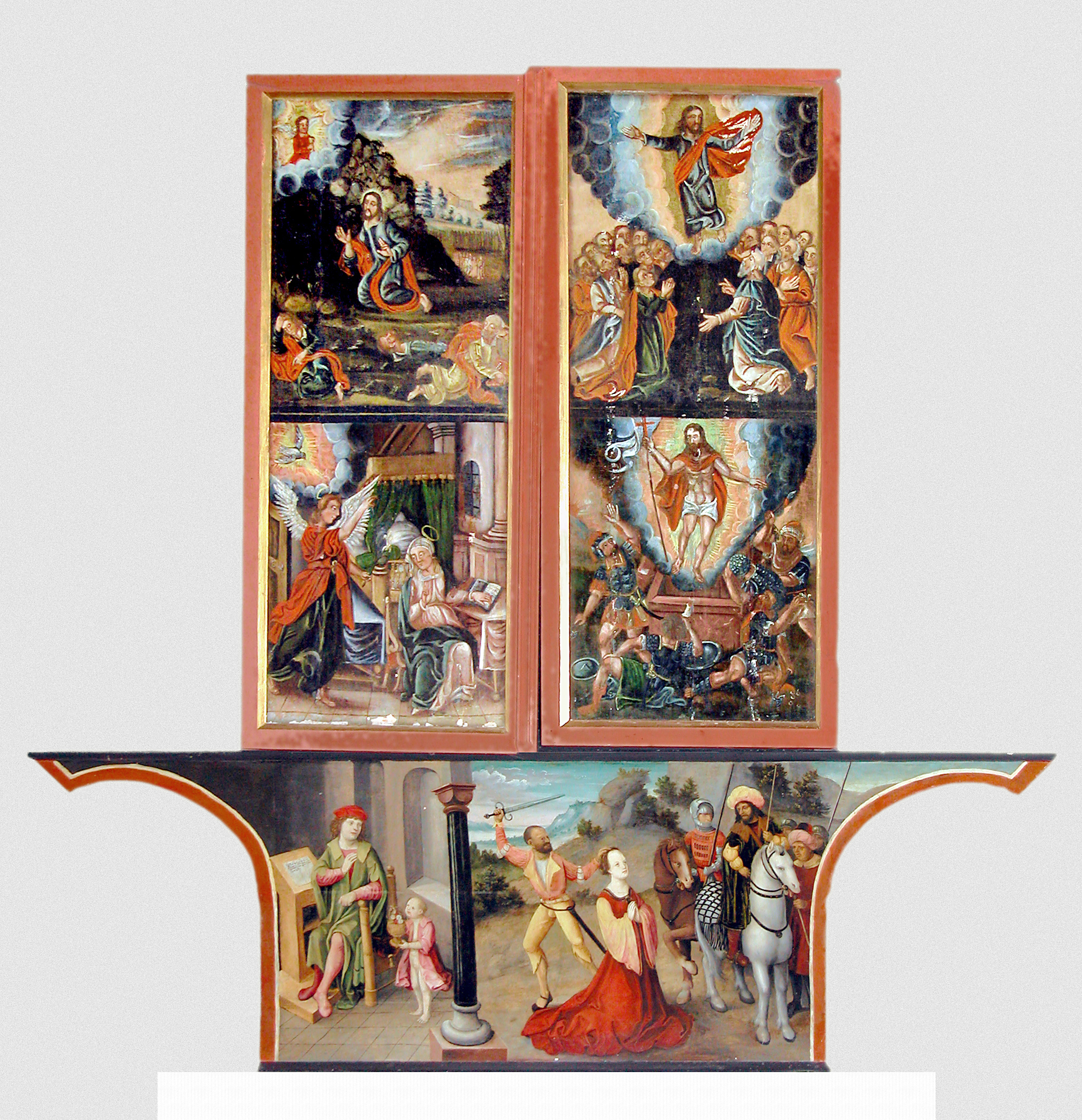
und geschlossenen Zustand

Es gibt als Triptychon, Pentaptychon oder Polyptychon gestaltete Flügelaltäre mit zwei, vier oder mehreren Flügeln. Diese Begriffe stammen aus dem Altgriechischen: τρίς trís ‚dreimal‘, πέντε pénte ‚fünf‘, πολύς polýs ‚viel‘ sowie πτυχή ptychē ‚Falte, Schicht‘. Die ungerade Zahl ergibt sich daraus, dass der Mittelschrein mitgezählt wird.
An den Altarschrein ist manchmal ein gemaltes Altarblatt montiert, meist enthält er aber geschnitzte Darstellungen (Schnitzaltar). Oberhalb des Retabels befindet sich in einigen Kunstlandschaften das Gesprenge mit Fialen und Kreuzblumen. Unterhalb, in der auf der Mensa aufliegenden Predella, können in einem Sepulcrum Reliquien aufbewahrt werden. Die Predella dient zudem als Stütze für die aufgeklappten Flügel.

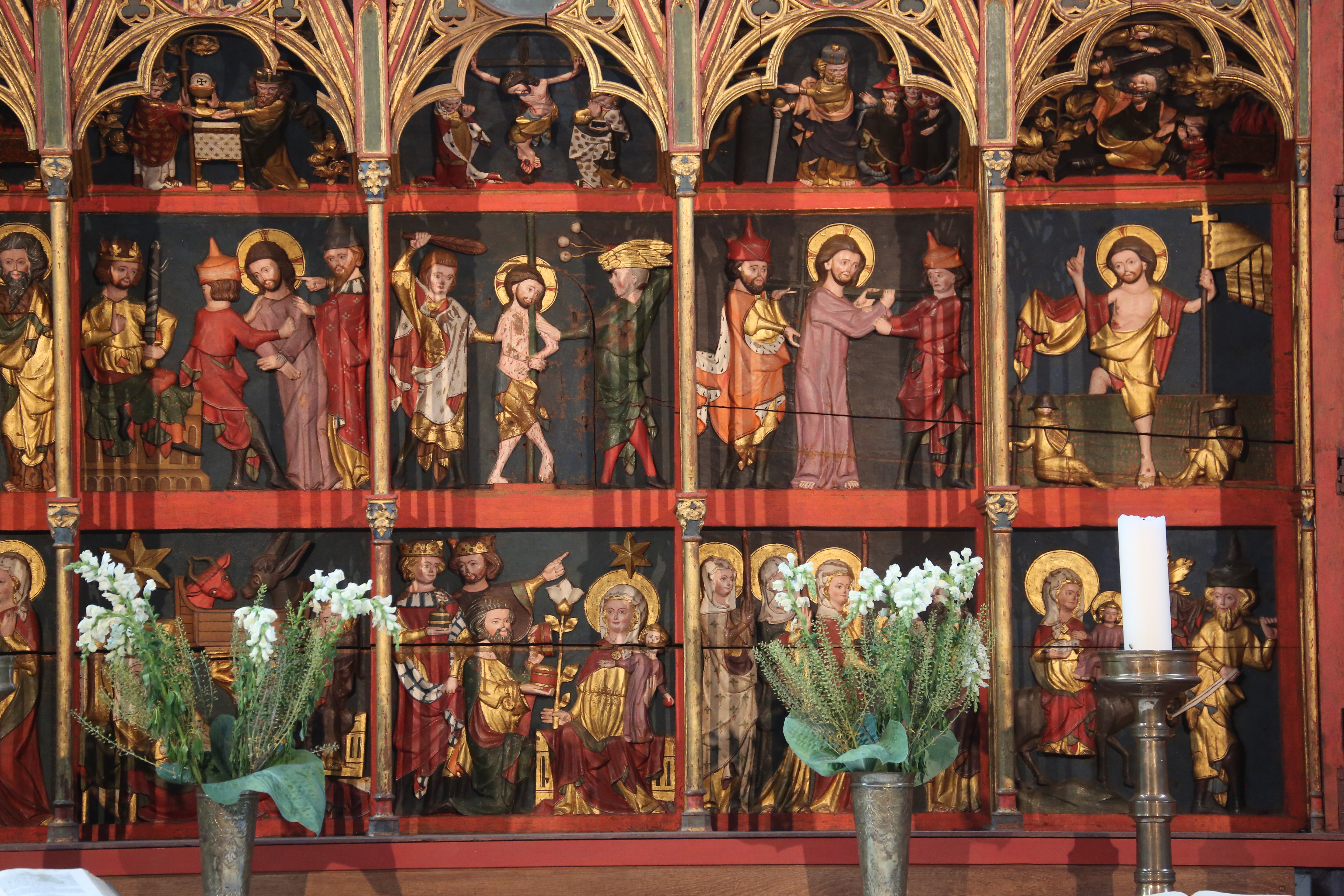
Mittelteil des Flügelaltars von Cismar. Hinter dem gegeißelten Christus ist ein Türchen zu erkennen, hinter dem die Heilig-Blut-Reliquie aufbewahrt wurde.

## Geschichte
Flügelaltäre entstanden als liturgisch wandelbare Entwicklung der Altarretabel, vermutlich in der Zeit um 1300. Zumindest haben sich aus diesen Jahren die ältesten Objekte in den Klöstern in Bad Doberan und Cismar erhalten. Als Grund für die Ausbildung dieses Retabeltypus wird vor allem die Präsentation von Reliquien und (wundertätigen) Bildwerken diskutiert. Dies ist vor allem an gefachreichen Beispielen wie einigen Nebenaltären in Bad Doberan, dem Klarenaltar oder dem Retabel in Marienstatt ersichtlich. 
Ab dem späten 15. Jahrhundert florieren die Antwerpener und Brüsseler Werkstätten, die ihre Retabel europaweit exportieren.

## Auswahl berühmter Werke
- Belgien
  - Genter Altar von Jan van Eyck, St.-Bavo-Kathedrale (um 1432/35)
- Dänemark
  - Dom zu Odense Flügelaltar von 1521
  - Antwerpener Retabel im Dom zu Roskilde (um 1560)

- Deutschland
  - Hochaltar im Doberaner Münster, ältestes erhaltenes Flügelretabel (um 1300)
  - Flügelaltar zur Aufbewahrung einer Heilig-Blut-Reliquie in Kloster Cismar, zweitältestes Flügelretabel (um 1310/20)
  - Altenberger Altarretabel aus dem Prämonstratenserinnenkloster Altenberg bei Wetzlar, heute Städelsches Kunstinstitut und Schloss Braunfels (um 1320/30)
  - Sog. Goldener Altar in der Liebfrauenkirche in Oberwesel (um 1330/35)
  - Klarenaltar aus dem Klarissenkloster Sankt Clara, heute Kölner Dom (Mitte des 14. Jahrhunderts)
  - Ursula-Altar in der Abteikirche Marienstatt (um 1350/60)
  - Landkirchener Retabel, heute schleswig-holsteinisches Landesmuseum für Kunst und Kulturgeschichte auf Schloss Gottorf (um 1380)
  - Hochaltar der St. Petri-Kirche in Hamburg mit Malereien von Meister Bertram, heute Hamburger Kunsthalle (um 1379/83)
  - Kreuzigungsaltar von Conrad von Soest in der Evangelischen Stadtkirche Bad Wildungen (um 1403)
  - Magdalenenaltar in St. Maria Magdalena in Tiefenbronn von Lucas Moser (um 1432)
  - Wurzacher Altar von Hans Multscher, heute Gemäldegalerie Berlin (um 1437)
  - Altar der Stadtpatrone aus der Ratskapelle von Stefan Lochner, heute Kölner Dom (um 1440)
  - Hochaltar des Klosters Marienfeld von Johann Koerbecke (um 1458)
  - Retabel aus der Pfarrkirche St. Kolumba von Rogier van der Weyden, heute Alte Pinakothek in München (um 1460)
  - Hochaltar der Stadtpfarrkirche St. Michael in Schwäbisch Hall (um 1460)
  - Schonenfahreraltar von Bernt Notke aus der Marienkirche, heute Museumsquartier St. Annen (um 1475)
  - Passionsaltar der Familie Greverade von Hans Memling aus dem Lübecker Dom, heute Museumsquartier St. Annen in Lübeck (um 1491)
  - Hochaltar der Klosterkirche des ehemaligen Benediktinerklosters in Blaubeuren von Michel Erhart, Hans Schüchlin, Bartholomäus Zeitblom, Bernhard Strigel (um 1494)
  - Marienaltar von Tilman Riemenschneider in der Herrgottskirche, Creglingen (um 1505/08)
  - Schwabacher Altar aus der Werkstatt von Michael Wolgemut in der Stadtkirche St. Johannes und St. Martin in Schwabach (um 1508)
  - Leinberger-Altar in St. Kastulus in Moosburg von Hans Leinberger (um 1508/14)
  - Herrenberger Altar mit Malereien von Jerg Ratgeb, heute Staatsgalerie Stuttgart (um 1518–1521)
  - Antwerpener Retabel in St. Petri in Dortmund (um 1521)
  - Hochaltar der Bordesholmer Stiftskirche von Hans Brüggemann, heute Schleswiger Dom (um 1521)
  - Passionsaltar in der Pfarrkirche St. Marien in Güstrow (um 1522)
  - Altarretabel der Kirche St. Wolfgang in Schneeberg von Lucas Cranach (um 1531/32)
- Frankreich
  - Kreuzigungsretabel von Jacques de Baerze und Melchior Broederlam für die Kartause Champmol, heute Musée des Beaux-Arts in Dijon (um 1390/95)
  - Weltgerichtsretabel im Hôtel-Dieu in Beaune von Rogier van der Weyden (um 1450)
  - Isenheimer Altar von Matthias Grünewald und Niklaus von Hagenau aus dem Antoniterkloster in Isenheim, heute Musée Unterlinden, Colmar (um 1512/16)
- Österreich
  - Klosterneuburger Altar im Stift Klosterneuburg vom Meister der Rückseite des Verduner Altars (um 1331)
  - Flügelaltar von Schloss Tirolaus der St. Pankratius-Kapelle bei Meran, heute im Tiroler Landesmuseum Ferdinandeum in Innsbruck, ältestes Exemplar des Alpenraums (um 1370/72)
  - Pacher-Altar in Sankt Wolfgang im Salzkammergut (um 1471–1479)
  - Kefermarkter Flügelaltar in Kefermarkt (um 1490/97)
  - Altar der Wallfahrtskirche Mauer bei Melk vom Meister des Altars von Mauer bei Melk (um 1510)
  - Pulkauer Flügelaltar in Niederösterreich (um 1515/25)
- Polen
  - Das Jüngste Gericht von Hans Memling, ursprünglich für die Michaelskapelle der Medici in Fiesole, bereits seit 1473 in Polen, heute im Nationalmuseum Danzig (um 1467/71)
  - Hochaltar der Krakauer Marienkirche von Veit Stoß (um 1489)
- Rumänien
  - Birthälmer Altar in der Kirchenburg von Birthälm, Siebenbürgen (um 1483/1515)
  - Mediascher Altar in der Margarethenkirche von Mediasch, Siebenbürgen (zwischen 1485 und 1520)
- Slowakei
  - Eine große Sammlung mittelalterlicher Flügelaltäre befindet sich in der Basilika St. Jakob in Levoča.
- Tschechien
  - Hochaltar in der Kapelle der Burg Křivoklát (um 1480/90)
  - Hochaltar in der Kirche St. Johannes der Täufer in Chudenitz (um 1505)
  - Hochaltar des Stifts Zwettl, heute St. Barbara in Adamov (um 1516–1525)
  - Budňany Hochaltar in der Burg Karlštejn
  - Hochaltar in der Pfarrkirche St. Jakobus der Ältere in Slavětín nad Ohří